# Victoria Station
Victoria Station, også kendt som London Victoria, er et stationskompleks for både fjerntog og London Underground i det centrale London i bydelen City of Westminster. Den er opkaldt efter den nærliggende Victoria Street og ikke efter Dronning Victoria. Den er den næsttravleste jernbaneterminal i London (og i Storbritannien), kun overgået af Waterloo, og indeholder lufthavnsfaciliteter for passagerer, der rejser med tog til Gatwick Airport. Området omkring stationen er også blevet et vigtigt skiftested for andre transportformer: der er en busstation for lokalbusser i forgården og den nærliggende Victoria Coach Station er en terminal for langtursrutebiler med destinationer i hele nationen. Victoria er i takstzone 1.
Der er i praksis fire jernbanestationer på grunden: to betjener fjerntogsruter i Sydøstengland, en underjordisk station bygget med cut-and-cover-metoden, der betjener District og Circle lines, samt en dybtliggende boret station. National Rail- (overjordisk) og London Underground-stationerne behandles særskilt.
Fjerntogsstationens vigtigste semi-fjerne destinationer indebærer Brighton, Hove, Worthing, Eastbourne, Canterbury og Dover.

## National Rail

### Historie
Englands jernbaner syd for London var ugunstige i forhold til det centrale London i løbet af det 19. århundrede, da banerne lå syd for Themsen, mens de store centre hvad angår befolkning, erhverv og regering var nord for floden i City of London, West End og Westminster. Victoria Station er blevet til i små bidder for at håndtere dette problem for London Brighton and South Coast Railway (LB&SCR) og London Chatham and Dover Railway (LC&DR). Oprindeligt bestod den af to adskilte fjerntogsstationer, der fra passagerernes synspunkt ikke var forbundne.

#### Baner til Victoria
London and Brighton Railways endestation London Bridge havde fornuftig adgang til City of London, men var ikke særlig gunstig for rejsende til og fra Westminster. Så tidligt som i 1842 havde John Urpeth Rastrick derfor foreslået at jernbanen skulle bygge en afgrening til at betjene West End, men hans forslag kom ikke videre. Flytningen af The Crystal Palace fra Hyde Park til Sydenham Hill mellem 1851 og 1854 skabte dog en stor turistattraktion i det dengang landlige område syd for London, og LB&SCR åbnede en afgrening fra Brighton Main Line ved Sydenham til grunden i 1854. Imens denne blev anlagt, planlagde West End of London and Crystal Palace Railway en bane fra Crystal Palace til en ny station (Pimlico) ved Battersea Wharf ved den sydlige ende af den nyopførte Chelsea Bridge, der åbnede den 27. marts 1858. Kort efter leasede LB&SCR det meste af det nye selskabs strækninger og byggede en yderligere forbindelse fra Crystal Palace til Brighton Main Line ved Norwood Junction, hvorved de gav dem selv en rute til Vestlondon, selvom det blev anerkendt at det var nødvendigt med en endestation nord for Themsen.

##### Victoria Station and Pimlico Railway
I løbet af sommeren 1857 blev der foreslået en program for en uafhængig "Grosvenor Basin Terminus" i West End "til brug for Southern Railways of England". Stationen blev oprindeligt kaldet "Grosvenor Terminus", men blev senere omdøbt til 'Victoria', da den lå for enden af Victoria Street. Tre øvrige jernbaneselskaber søgte ligeledes efter egnede lokaliteter for en endestation i Westminster: Great Western (GWR), London & North Western (LNWR) og East Kent Railway (EKR). De to førstnævnte selskaber havde allerede skinneadgang til Battersea, gennem deres fælles ejerskab af West London Line med LB&SCR. I 1858 leasede EKR West End of London and Crystal Palace Railways resterende baner fra Shortlands Station og forhandlede også midlertidigt om at køre på banerne, der for nylig var anskaffet af LB&SCR, mens de afventede anlægget af deres egen bane til Vestlondon. Den 23. juli 1859 dannede disse fire selskaber sammen selskabet Victoria Station and Pimlico Railway (VS&PR), med formålet om forlængelse af den eksisterende jernbane fra Stewarts Lane Junction i Battersea over floden til en mere bekvem beliggenhed nærmere West End, og måneden efter skiftede EKR sit navn til London Chatham and Dover Railway.
Den nye bane fulgte dele af Grosvenor Canals linjeføring og nødvendiggjorde anlægget af en ny bro over Themsen, der oprindeligt hed Victoria Bridge og senere Grosvenor Bridge. Der var forskellige sporvidder, for også at kunne servicere GWR-tog. Den nye Victoria Station blev rejst på den tidligere kanal.
LB&SCR havde håbet på at fusionere med VS&PR og fremsatte et lovforslag, der skulle tillade dette i 1860. Dette mødte modstand fra GWR og LC&DR og blev afvist. For at komprimere fik LB&SCR lov til at lease den nye station fra VS&PR, men accepterede at give plads til de andre jernbaner indtil der kunne bygget en ny tilstødende endestation til dem.

##### Udvidelse af indkørsel
Den nye Victoria Station viste sig at blive uforudset populær for begge hovedselskaber, og i 1862 var der ofte forsinkelser på grund af trængsel på Stewarts Lane Junction. I marts 1863 finansierede LB&SCR og LC&DR sammen en ny højklasset rute indtil London, der undgik Stewarts Lane og krævede en udvidelse af Grosvenor Bridge. Arbejdet blev færdiggjort i 1867 og 1868.

#### Brighton Line-stationen
LB&SCR-siden på Victoria Station åbnede den 1. oktober 1860. Den midlertidige endestation i Battersea blev lukket dagen før. Den bestod af seks perroner og ti spor med en indgang på Victoria Street. På grunden var der også et hotel (Grosvenor med 300 værelser). Fra 13. august 1866 kørte LB&SCR også tog fra Victoria til London Bridge langs den nyligt færdiggjorte South London Line.
I 1898 besluttede LB&SCR at nedrive sin station og erstatte den med en større bygning i røde mursten og renæssancestil. Da udvidelsen af stationen blev forhindret af den eksisterende LCDR-station og Buckingham Palace Road, blev kapaciteten forøget ved forlængelse af perronerne og anlæggelse af transversaler, der gjorde det muligt for to tog at benytte samme perronspor samtidigt. Arbejdet var fuldendt i 1908, og samtidig blev The Grosvenor Hotel også ombygget.
Elektrisk drevne tog begyndte at køre til Victoria den 1. december 1909 på banen til London Bridge. Banen til Crystal Palace blev elektrificeret den 12. maj 1911.
LB&SCR introducerede Storbritanniens første afgange kun med Pullman-tog i december 1881, der kørte fra Victoria til Brighton som "Pullman Limited". Endnu en kun-Pullman-afgang blev introduceret i 1908 under navnet "Southern Belle" og blev dengang beskrevet som verdens mest luksuriøse tog.

#### London Chatham and Dover Line-stationen
LC&DR og GWR leasede sammen "Chatham"-delen af stationen i 999 år fra 28. juni 1860, hvor GWR var ansvarlig for 6,67 %. LCDR fuldførte sin hovedbane så langt væk som Canterbury den 3. december 1860 og begyndte at bruge LB&SCR-station fra den dag.
LCDR og GWR åbnede deres egen station den 25. august 1862, med en mindre imponerende bygning med træfacade, der havde indgang på Wilton Road. Chatham Line-stationen havde otte perronspor, hvoraf fem havde blandede sporvidder og blev brugt af bredsporede GWR-tog, der kørte fra Windsor via Southall.

#### South Eastern and Chatham Railway-station
I 1899 indgik LC&DR et samarbejde med sine rivaler i Kent, South Eastern, hvorved South Eastern and Chatham Railway (SECR) blev dannet. Dette betød at tog fra deres Victoria-station begyndte at blive rationaliseret og integreret med dem fra SECR's andre terminaler.
LC&DR-stationen blev genopbygget og genåbnede den 16. juni 1906. Den nye bygnings facade var tegnet af A. W. Blomfield, SECR's arkitet, og er i Portland-sten.
GWR stoppede med at bruge stationen for planlagte tog i 1915, delvist på grund af 1. verdenskrig og delvist på grund af konkurrencen mellem Ealing Broadway Station og Victoria fra Metropolitan District Railway, der kørte elektriske tog. Stationen blev også endestation for tog, der bragte soldater til og fra Frankrig, hvoraf mange var sårede. En mindetavle markerer ankomsten af den ukendte krigs lig på spor 8 kl. 20:32 den 10. november 1920.

#### Southern Railway-station
De to stationer på Victoria kom under fælles ejerskab i 1923 med dannelsen af Southern Railway (SR). De efterfølgende år blev der taget skridt mod at integrere de to stations. Sporene blev omnummereret til at følge en enkelt sekvens, der blev lavet åbninger i muren der adskilte dem, hvorved passagerer kunne passere fra den ene til den anden uden at gå ud på gaden, og diverse ændringer blev lavet på sporene for at gøre skifter mulige. SR koncentrerede også kontinental damptrafik på Victoria, hvor det mest berømte af disse tog, Golden Arrow, blev introduceret i 1926 og Night Ferry i 1936.
Stationen blev også udstyret med en nyhedsbiograf (senere brugt til tegnefilm), der viste et løbende program for de rejsende. Biografen var tegnet af Alastair Macdonald, søn af premierminister Ramsay MacDonald, og var i drift fra 1933 til den blev nedrevet i 1981. GWR forblev medejer af stationen fremtil 1932. Herefter beholdte de drivkraft på stationen, men det virker ikke til at de har brugt det.
Stationen fik betydelig bombeskader under 2. verdenskrig, men ikke så meget som andre London-terminaler.[kilde mangler]

##### Southern Electric
Stationens største ændring var i 1920'erne og 1930'erne, da tredjeskinne-elektrificering blev introduceret på alle forstads- og mange fjerntog, hvorved det oprindelige LB&SCR-program med køreledninger var erstattet i 1929 og stort set også erstattede dampdrift, bortset fra Chatham Section-fjerntog. Tog til Orpington blev elektrificeret i 1925 og Epsom året efter. I 1932 var Brighton Main Line elektrificeret og hurtigt herefter fulgte banerne til kystbyer i Sussex og Portsmouth i 1938. Varemærket "Southern Electric" blev tildelt alle disse betjeninger. Brighton Belle, verdens første elektriske Pullman-tog, kørte fra Victoria fra 29. juni 1934 og indtil ophøret den 30. april 1972.

#### British Railways-station
British Railways overtog ansvaret for fjern- og forstadstogsstationen den 1. januar 1948. I løbet af 1950'erne og primo 1960'erne fuldførte British Railways sine Kent-Coast Electrification-programmer, hvilket betød at det meste af de resterende tog fra stationen blev elektrificeret (inklusive færgetogene). Nogle mindre betjeninger ophørte, og de få tilbageværende dampafgange til Oxted Station og East Grinstead Station blev erstattet af dieseltogsæt.
Stationen blev renoveret indvendigt i 1980'erne, med tilføjelse af butikker i forhallen, og over de vestlige spor (shoppingcenteret "Victoria Place"). Et større signalprogram blev også udført på stationens indkørsel.

##### Gatwick Express
De øvrige større ændringer på stationen under British Railways var den gradvise udvikling af betjeninger til den nye Gatwick Airport Station efter åbningen af denne i juni 1958. I 1984 begyndte non-stop-servicen Gatwick Express med et rejsetidsmål på 30 minutter. Denne er blevet sammensat med opførelsen af en lufthavnslounge og check-in-faciliteter på første sal, med dedikerede rulletrapper ned til Gatwick Express-sporene. British Airways og andre store flyselskaber har sine egne check-in-skranker på stationen.

#### National Rail-station
Driftsmæssigt set er der stadig to adskilte fjerntogsterminaler:
- Den østlige (Chatham) side, der dækker spor 1–8, er endestation for Southeastern-tog til Kent på Chatham Main Line og dennes afgreninger. Denne er også London-endestation for Venice Simplon-Orient-Express, der afgår fra spor 2, der er den længste perron. Denne var tidligere benyttet for færgetog til Dover og Folkestone, indtil disse blev overflødige ved introduktionen af direkte Eurostar-tog til kontinentet i 1994.
- Den vestlige (Brighton) side, der dækker spor 9–19, er endestation for Southern-tog (heriblandt Gatwick Express) til Surrey og Sussex, inklusive Gatwick Airport og Brighton på Brighton Main Line og også East Grinstead-grenen på Oxted Line.

Sporlayoutet tillader ikke megen bytten, med kun et lille antal forbindelse flyovers mellem hovedbanerne i Battersea-området, samt en enkeltsporet forbindelse umiddelbart udenfor stationen. Da Brighton-siden er den travleste af de to, resulterer forstyrrelser på denne bane nogle gange i at deres forstadstog bruger den østlige side. Dette skyldes især Gatwick Express, der kører langs Brighton Main Line, da denne ofte omledes til perronerne på Chatham-siden under sporarbejder, for at opretholde betjeningsniveauet.
Der er billetbomme til spor 1-12 og 15-19. Spor 13 og 14, hvor Gatwick Express afgår, har ikke billetbomme.

### Betjeninger

#### Southeastern (Chatham Main Line)
Victoria spor 1-8 er London-endestation for tog på Chatham Main Line, der køres af Southeastern og betjener Sydøstlondon, Kent, sydøstkysten og Medway-byerne. Der er typisk metrotog uden for myldretiden til Orpington og Dartford så vel som fjerntog til Ramsgate, Dover Priory, Gillingham og Ashford International.
Southeasterns typiske betjeningsmønser udenfor myldretiderne er:
- 4 tog pr. time til Orpington via Herne Hill og Bromley South
- 2 tog pr. time til Dartford via Lewisham
- 2 tog pr. time til Ramsgate og Dover Priory via Chatham
- 2 tog pr. time til Ashford International via Swanley
- 1 tog pr. time til Gillingham via Bromley South

Southeastern kører også fra London Charing Cross, London Cannon Street, London Bridge og London Blackfriars.

#### Southern (Brighton Main Line)
Victoria spor 9-12 og spor 15-19 er en af to London-endestationer for tog på Brighton Main Line, der køres af Southern og betjener Sydlondon, Sussex, Brighton og sydkysten. Der er typisk metrotog uden for myldretiden til London Bridge og Sutton så vel som fjerntog til Bognor Regis, Brighton, Epsom, Ore, Portsmouth Harbour og Southampton Central.
Southerns typiske betjeningsmønser udenfor myldretiderne er:
- 2 tog pr. time til London Bridge via Denmark Hill
- 2 tog pr. time til London Bridge via Crystal Palace
- 2 tog pr. time til Sutton via Norbury
- 2 tog pr. time til Sutton via Crystal Palace
- 2 tog pr. time til Epsom via Hackbridge
- 1 tog pr. time til Epsom via Norbury
- 1 tog pr. time til Epsom Downs via Norbury
- 2 tog pr. time til Caterham via Norbury
- 2 tog pr. time til Dorking, hvoraf et fortsætter til Horsham
- 2 tog pr. time til East Grinstead
- 2 tog pr. time til Brighton (lyntog)
- 1 tog pr. time til Brighton (langsomt)
- 1 tog pr. time til Portsmouth Harbour og Bognor Regis
- 1 tog pr. time til Southampton Central og Bognor Regis
- 1 tog pr. time til Eastbourne og Littlehampton
- 1 tog pr. time til Ore og Littlehampton

Southern kører også fra London Bridge.

#### Gatwick Express
Gatwick Express opereres af Southern fra spor 13 og 14 på Victoria og kører en shuttle-lignende betjening mellem London Victoria og Gatwick Airport hvert 15. minut. Den typiske rejsetid er 30 minutter (op til 35 minutter om lørdagen). Bemærk, at modsat andre tog kan billetter købes om bord, men kun for Gatwick Express-tog mellem Victoria og Gatwick Airport.
| Betjenings- mønster | Destination     | Standser på         | Primært materiel | Rejsetid |
| ------------------- | --------------- | ------------------- | ---------------- | -------- |
| XX:00               | Gatwick Airport | kun Gatwick Airport | 442              | 30 min   |
| XX:15               | Gatwick Airport | kun Gatwick Airport | 442              | 30 min   |
| XX:30               | Gatwick Airport | kun Gatwick Airport | 442              | 30 min   |
| XX:45               | Gatwick Airport | kun Gatwick Airport | 442              | 30 min   |

Udover 15-minuttersdriften udenfor myldretiden, er der seks tog i aftenmyldretiden, der standser på Gatwick Airport og fortsætter til Brighton. Rejser til destinationer efter Gatwick Airport kan give kontrolafgifter, hvis man rejser uden gyldig billet.
| Betjenings- mønster | Destination | Standser på                                                       | Primært materiel | Rejsetid   |
| ------------------- | ----------- | ----------------------------------------------------------------- | ---------------- | ---------- |
| 17:30               | Brighton    | Gatwick Airport, Haywards Heath, Burgess Hill, Hassocks, Brighton | 442              | 1 t 4 min  |
| 17:45               | Brighton    | Gatwick Airport, Haywards Heath, Preston Park, Brighton           | 442              | 1 t 5 min  |
| 18:00               | Brighton    | Gatwick Airport, Haywards Heath, Burgess Hill, Hassocks, Brighton | 442              | 1 t 10 min |
| 18:15               | Brighton    | Gatwick Airport, Haywards Heath, Preston Park, Brighton           | 442              | 1 t 7 min  |
| 18:30               | Brighton    | Gatwick Airport, Haywards Heath, Burgess Hill, Hassocks, Brighton | 442              | 1 t 9 min  |
| 18:45               | Brighton    | Gatwick Airport, Haywards Heath, Preston Park, Brighton           | 442              | 1 t 2 min  |

#### Betjeningsmønter
| Foregående station |  | National Rail                                      |  | Efterfølgende station                                    |
| ------------------ |  | -------------------------------------------------- |  | -------------------------------------------------------- |
| Endestation        |  | Southeastern Catford Loop Line                     |  | Denmark Hill                                             |
| Endestation        |  | Southeastern Chatham Main Line (via Herne Hill)    |  | Brixton eller Bromley South                              |
| Endestation        |  | Southern Brighton Main Line                        |  | Battersea Park eller Clapham Junction eller East Croydon |
| Endestation        |  | Southern Oxted Line                                |  | Clapham Junction                                         |
| Endestation        |  | Southern Gatwick Express                           |  | Gatwick Airport                                          |
| Endestation        |  | Venice-Simplon Orient Express London-Paris-Venedig |  | Folkestone West                                          |

#### Sporfordeling
| Spor  | Benævnelse         | Operatør        | Destinationer                                             |
| ----- | ------------------ | --------------- | --------------------------------------------------------- |
| 1–8   | Chatham Main Line  | Southeastern    | Orpington, Dartford, Ramsgate, Dover, Ashford, Gillingham |
| 9-12  | Brighton Main Line | Southern        | London Bridge, Dorking, Horsham, Sutton                   |
| 13–14 | Gatwick Express    | Gatwick Express | Gatwick Airport                                           |
| 15-19 | Brighton Main Line | Southern        | Brighton, Epsom, Littlehampton, Ore, Portsmouth Harbour   |

## Ulykker og hændelser
- 7. september 1866: Et LB&SCR-tog, der blev ledt på et forkert spor grundet en signalfejl og en defekt punktaktuator, kolliderede med et andet tog. 7 blev beskadiget.[22]
- 26. februar 1884: En eksplosion hændte i garderoben på LB&SCR-stationen, hvor 7 medarbejdere blev beskadiget.[23] Eksplosionen var en del af Fenian Dynamite Campaign 1867–1885.
- 27. august 1910: En afsporing af et LB&SCR-tog, grundet utilstrækkelig signallering, beskadigede 4.[22]
- 25. april 1933: Et Southern Railway-tog kolliderede med en stopbom efter en fejl af lokomotivføreren. 80 blev beskadiget.[22]
- 9. december 1949: Et British Railways-tog passerede et signal, der viste "Stop", hvilket resulterede i en sidelæns kollision og afsporing. 11 blev beskadiget.[22]
- 18. februar 1991: En bombe fra Provisional Irish Republican Army (IRA), der eksploderede i en skraldespand, dræbte David Corner[24] og beskadigede 38. Alle fjerntogsstationer havde modtaget en generel bombetrussel på telefon kl. 07:00, men politiets anti-terror-gruppe valgte ikke at lukke stationerne.[25] Efter denne hændelse har der ikke været nogen skraldespande nogle steder på London-stationer.[kilde mangler]
- 20. juli 2007: En oversvømmelse lukkede stationen.[kilde mangler]
- 7. juli 2009: En oversvømmelse lukkede både fjerntogs- og Underground-stationerne, hvilket gav store forstyrrelser for pendlerne. Vandet fra tagafløbssystemet løb over, hvilket forårsagede oversvømmelser i hovedforhallen og oversvømmede flere detailbutikker.[kilde mangler]

## London Underground
Der er to forbundne London Underground-stationer på Victoria, på forskellige niveauer og bygget med mere end 100 år i mellem. Den ældste af dem, på busstationens nordlige side, betjener District og Circle lines, og er anlagt ved cut-and-cover-metoden lige under vejniveau. Den nyeste station, tættere på fjerntogsstationen, betjener Victoria line, der er en dybtliggende boret bane. De har hver sin billethal og er forbundet af en fodgængerpassager under busstationen. Sammen udgør Victoria i øjeblikket den travleste station i London Underground-systemet, med lige under 80 millioner, der bruger stationen (eksklusive skiftende passagerer) i 2010, hvoraf ca. 60,2 millioner (inklusive skiftende passagerer) brugte Victoria line-perronerne.[kilde mangler]

### Historie

#### Metropolitan District Railway-station
Den første del af stationen blev åbnet den 24. december 1868 af Metropolitan District Railway (nu District line), da jernbanens første etape åbnede mellem South Kensington og Westminster Stationer. MDR havde forbindelse til Metropolitan Railway (MR, senere Metropolitan line) ved South Kensington og, selvom de to selskaber var rivaler, kørte hvert selskab deres tog på det andet selskabs spor i en fælles service, kaldet "Inner Circle". Banen blev drevet med damplokomotiver, hvilket gjorde det nødvendigt med stor togfølgetid for at gøre det muligt at trække vejret.
Den 1. februar 1872 åbnede MDR en nordgående afgrening fra sin station ved Earl's Court for forbindelse til West London Extension Joint Railway (WLEJR, nu West London Line), hvilket der var forbindelse til ved Addison Road (nu Kensington (Olympia)). Fra denne dag begyndte "Outer Circle"-tog at køre på MDR's spor. Betjeningen blev kørt af North London Railway (NLR) fra sin endestation på Broad Street (nu nedrevet) i City of London via North London Line til Willesden Junction, herfra West London Line til Addison Road og MDR til Mansion House – MDR's nye østlige endestation.
Fra 1. august 1872 begyndte "Middle Circle"-tog også kørsler gennem Westminster fra Moorgate langs MR's spor på den nordlige side af Inner Circle til Paddington, herfra på Hammersmith & City Railway (H&CR)-spor til Latimer Road, videre, via en nu fjernet forbindelse, til West London Line til Addison Road og MDR til Mansion House. Betjeningen blev kørt i fællesskab mellem H&CR og MDR.
Den 30. juni 1900, blev Middle Circle-togene indstillet mellem Earl's Court og Mansion House. Den 31. december 1908 indstillede Outer Circle-togene ligeledes kørsel på MDR's spor.
Den oprindelige MDR-station blev genopbygget i begyndelsen af det 20. århundrede, i første omgang med en bygning kun med en enkelt etage. Senere blev en kontorbygning bygget ovenpå. Banen blev elektrificeret i 1902-1903.
I 1949 kørte Metropolitan line Inner Circle-ruten, og den fik sin egen identitet på netværkskort som Circle line.

#### Victoria line-station
Den nye Victoria line-station blev åbnet den 7. marts 1969, da den tredje etape af banen begyndte at køre syf for Warren Street. Victoria var midlertidig endestation for banen, mens den sidste etape til Brixton var under anlæg. Der begyndte at køre tog til Brixton den 23. juli 1971.

### Nuværende situation
Stationen er nu den travleste i London Underground-systemet, da den betjener næsten 80 millioner passagerer pr. år. Stationen er ikke bygget til at håndtere så mange passagerer, hvorfor der er stor trængsel herpå. For at forhindre farlige situationer, som folkemængder der skubber folk af perronen og ned på sporet, er der crowd control-målere i de travleste perioder. Dette betyder, at alle indgange lukkes til Underground-perronerne og hvorved det kun er muligt at forlade stationen indtil trængslen er reduceret. Disse perioder kan være alt fra et par minutter (når der er mindre forsinkelser) og op til mange timer (ved store hændelser).
For at skabe en mere holdbar løsning på dette problem er forberedende anlæg begyndt, som del af en større opgradering af stationen. Denne vil indebære en ny nordlig ud-/indgang på Victoria Streets nordvestlige hjørne, der vil være tilgængelig gennem et nyt billetkontor under Bressenden Place, der vil føre til både Victoria line- og Circle og District lines-perronerne. Opgraderingen forventes at være fuldendt i løbet af 2018. Arbejdet vil også forstørre den eksisterende Victoria line-billethal, så den betjener jernbanestationen og der tilføjes også et ekstra sæt rulletrapper her. Dette aspekt af opgraderingen har været kritiseret, da adgangen til perronerne via de nye rulletrapper vil være meget længere og indirekte sammenlignet med den direkte adgang ved brug af de eksisterende rulletrapper.

### Fremtid
Victoria er et foreslået stop på Chelsea-Hackney line, også kendt som Crossrail 2. Ruten blev fastlagt i 1991 og 2007 og enhver ombygning af stationen vil sikre plads til Crossrail 2-perroner. I den fastlagte rute vil Victoria være mellem Chelsea og Piccadilly Circus. Det er også foreslået at forlænge DLR til Victoria fra Bank, hvilket sikkert delvist vil benytte de lukkede Jubilee line-tunneler, men der findes ingen konkrete planer endnu.

### Galleri
- Nordgående Victoria line-perron set mod syd, august 2008.
- Sydgående Victoria line-perron.
- Rondel på Victoria line-perron.
- Circle og District lines-perroner.

| Foregående station                                         |  | London Underground |  | Efterfølgende station                            |
| ---------------------------------------------------------- |  | ------------------ |  | ------------------------------------------------ |
| Sloane Squaremod Edgware Road                              |  |                    |  | St. James's Parkmod Hammersmith (via Tower Hill) |
| Sloane Squaremod Wimbledon, Richmond eller Ealing Broadway |  |                    |  | St. James's Parkmod Upminster                    |
| Pimlicomod Brixton                                         |  |                    |  | Green Parkmod Walthamstow Central                |

## Rutebilstation
Victoria Coach Station ligger omkring 300 m sydvest for jernbanestationerne. Det er den primære rutebilterminal i London og betjener alle dele af Storbritannien og det europæiske fastland.

## Stationen i fiktion
I Oscar Wildes The Importance of Being Earnest bliver hovedpersonen fundet som spæd i en håndtaske på Victoria Station, til stor forfærdelse for Lady Bracknell. "En håndtaske?" "Brighton-banen." "Banen er immateriel!"
I tegneserien V for Vendetta er en forladt Victoria Underground-station base for den anarkistiske frihedskæmper "V".

## Transportforbindelser
London buslinjer 2, 11, 16, 24, 36, 38, 44, 52, 73, 82, 148, 170, 185, 211, 436, 507, C1, C2, C10 og natlinjerne N2, N11, N52, N73 og N44.